# スターリン・カストロ
スターリン・デヘスス・カストロ・タティス（Starlin Dejesus Castro Tatis, 1990年3月24日 - ）は、ドミニカ共和国モンテ・クリスティ州出身のプロ野球選手（内野手）。右投右打。現在は、フリーエージェント（FA）。

## 経歴

### プロ入りとカブス時代

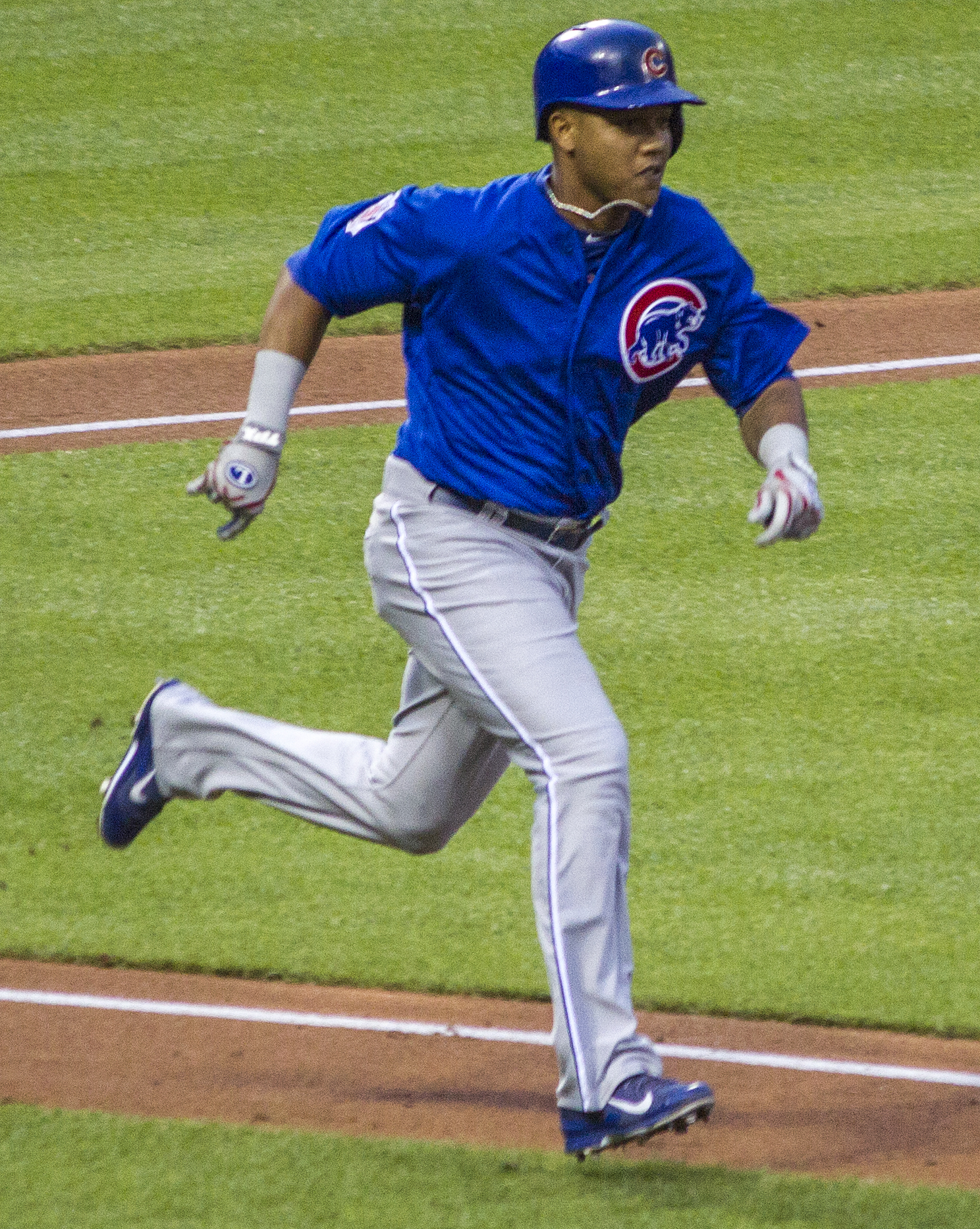
シカゴ・カブス時代
（2014年5月12日）

2006年10月25日にシカゴ・カブスと契約してプロ入り。
2009年はフロリダ・ステートリーグのオールスターゲームでランニング本塁打を含む4打数4安打を記録し、MVPを受賞。また、オールスター・フューチャーズゲームにも選出された。同年、A+級デイトナ・カブスとAA級テネシー・スモーキーズの2球団合計で127試合に出場し、打率.299・3本塁打・49打点を記録。シーズン終了後にベースボール・アメリカ誌の有望株ランキングで、カストロはカブス傘下での最高評価を受けた。
2010年は開幕をAA級テネシーで迎えたが、5月7日にメジャー昇格を果たし、同日のシンシナティ・レッズ戦で初打席初本塁打でデビュー。史上初の1990年代生まれのメジャーリーガーとなると同時に、カブスの選手としてはオスカー・ギャンブルが1969年に19歳でメジャーデビューして以降では最年少出場選手となった。その後は、2007年からカブスの正遊撃手を務めていたライアン・テリオが二塁手に転向したこともあり、遊撃手のレギュラーを獲得。打撃でチームに貢献する一方で、ナ・リーグ2位となる27失策を記録。新人王投票では5位に終わったが、Topps ルーキーオールスターチームに選ばれた。
2011年は初めて自身初めてオールスターに選出された。この年は158試合に出場し、2年連続.300以上となる打率.307に加え、ナショナルリーグ最多の207安打を記録。21歳で最多安打を記録したのは、メジャー史上最年少であった。また、1番で起用された時は打率.327・8本塁打を記録したほか、前年比で倍増以上となる22盗塁を決めた。
2012年は、前年のオフにバーで知り合った女性がレイプされたとしてカストロを訴えた為、1月に警察の取り調べを受けたが、立件されずに事なきを得た。野球の方では、2年連続でオールスターに選出。8月には7年・6000万ドル（約47億1000万円）で契約延長した。また、全162試合に出場したものの、打率.283・100三振はいずれも自己ワースト (当時) だった。一方で自己ベストの12三塁打・14本塁打 (当時) を放つなど、特にチャンスで長打を量産し、78打点を記録した。
2013年は161試合に出場し、3年連続で相当の試合数に出場したが、打撃不振に陥って打率.245・10本塁打・44打点に終わった。また、三振は129（2016年シーズン終了時点で自己ワースト）まで増加した。走塁面でも、メジャーデビュー後初めて二桁未達だった。遊撃の守備は、3年連続ワーストの22失策を喫した。
2014年は打撃面で復調し、2年ぶり3度目となるオールスターに選出された。9月2日に足首を捻挫し、故障者リスト入りしたままシーズンを終えたが、134試合の出場で打率.292・14本塁打・65打点・4盗塁・OPS0.777 (2016年シーズン終了時点で自己最高) という好成績を残した。遊撃の守備は相変わらずであり、133試合の守備機会で15失策・DRS - 7に留まった。オフの12月に母国であるドミニカ共和国のナイトクラブでの銃乱射事件に巻き込まれ、カストロが逮捕されたと報道されたが、これは誤報だったものの、前年のレイプ疑惑もあって評判が失墜した。
2015年は、若手遊撃手のアディソン・ラッセルが台頭した影響もあって、終盤には二塁手にコンバートされた。同年は151試合に出場し、打撃面では打率.265・11本塁打・69打点を記録。三振が4年ぶりに100未満まで減ったが、出塁率が2年ぶりに.300未達だった。

### ヤンキース時代

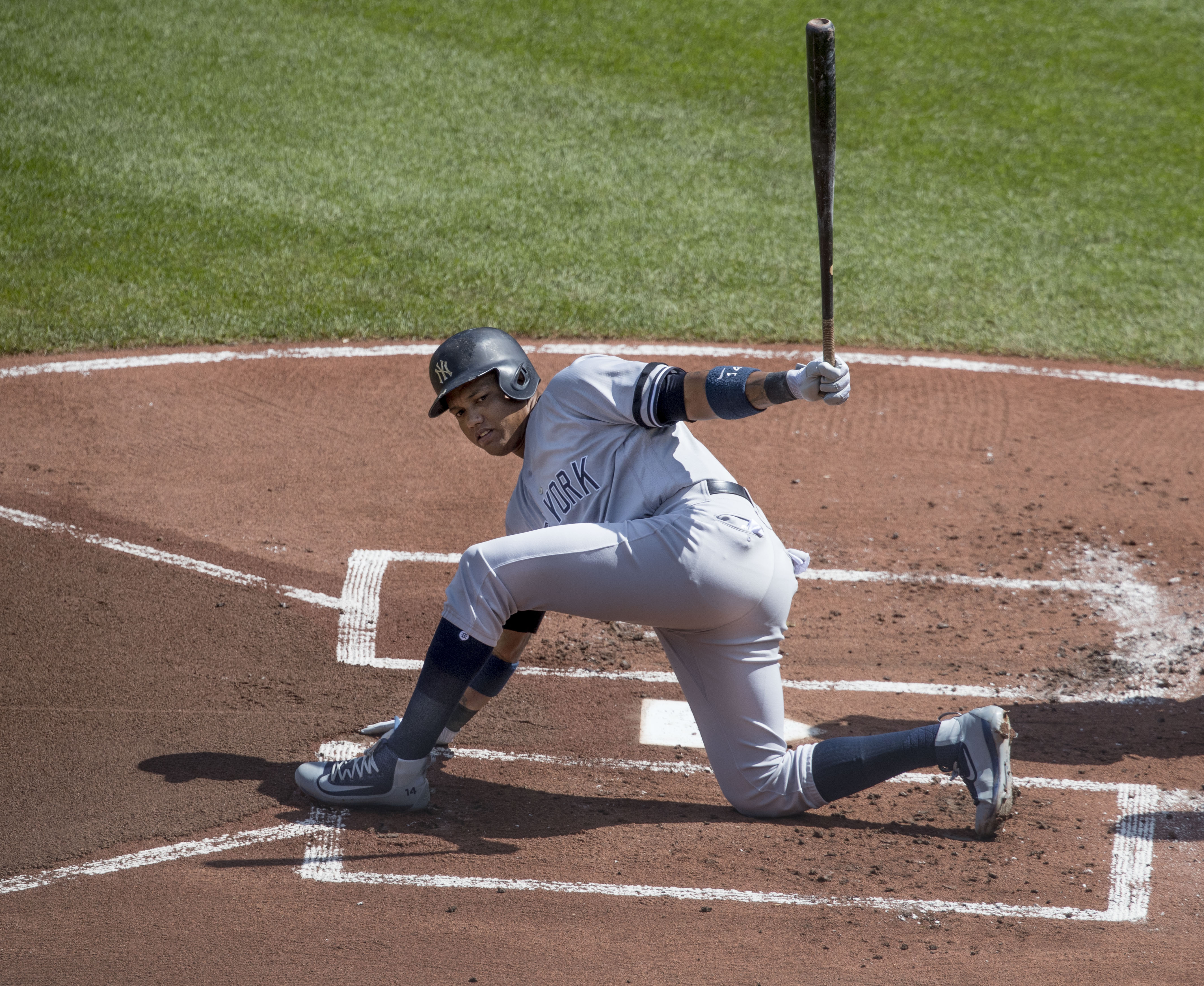
ニューヨーク・ヤンキース時代
（2017年9月7日）

2015年12月8日にアダム・ウォーレンとブレンダン・ライアンとのトレードで、ニューヨーク・ヤンキースへ移籍した。
2016年は二塁のレギュラーに固定され、151試合に出場。打率.270、自己記録を更新する21本塁打、70打点という成績を残した。守備面では、150試合で守りに就いて12失策、守備率.980だった。
2017年も二塁手としてレギュラー起用された。4月の月間打率は.352を記録するなど開幕から好調だったが、6月26日の試合で一塁への走塁の際に右ハムストリングを痛めて翌27日に故障者リスト入り。7月15日に復帰したが、同月19日の試合で同箇所を再び負傷。その後2試合に出場したものの、同月22日から再び故障者リスト入りとなった。8月25日に復帰してからはスタメンの座を守ったが、二度の故障者リスト入りの影響で自己最低の112試合の出場に留まり、ルーキーイヤーの2010年以来の規定未到達に終わった。

### マーリンズ時代

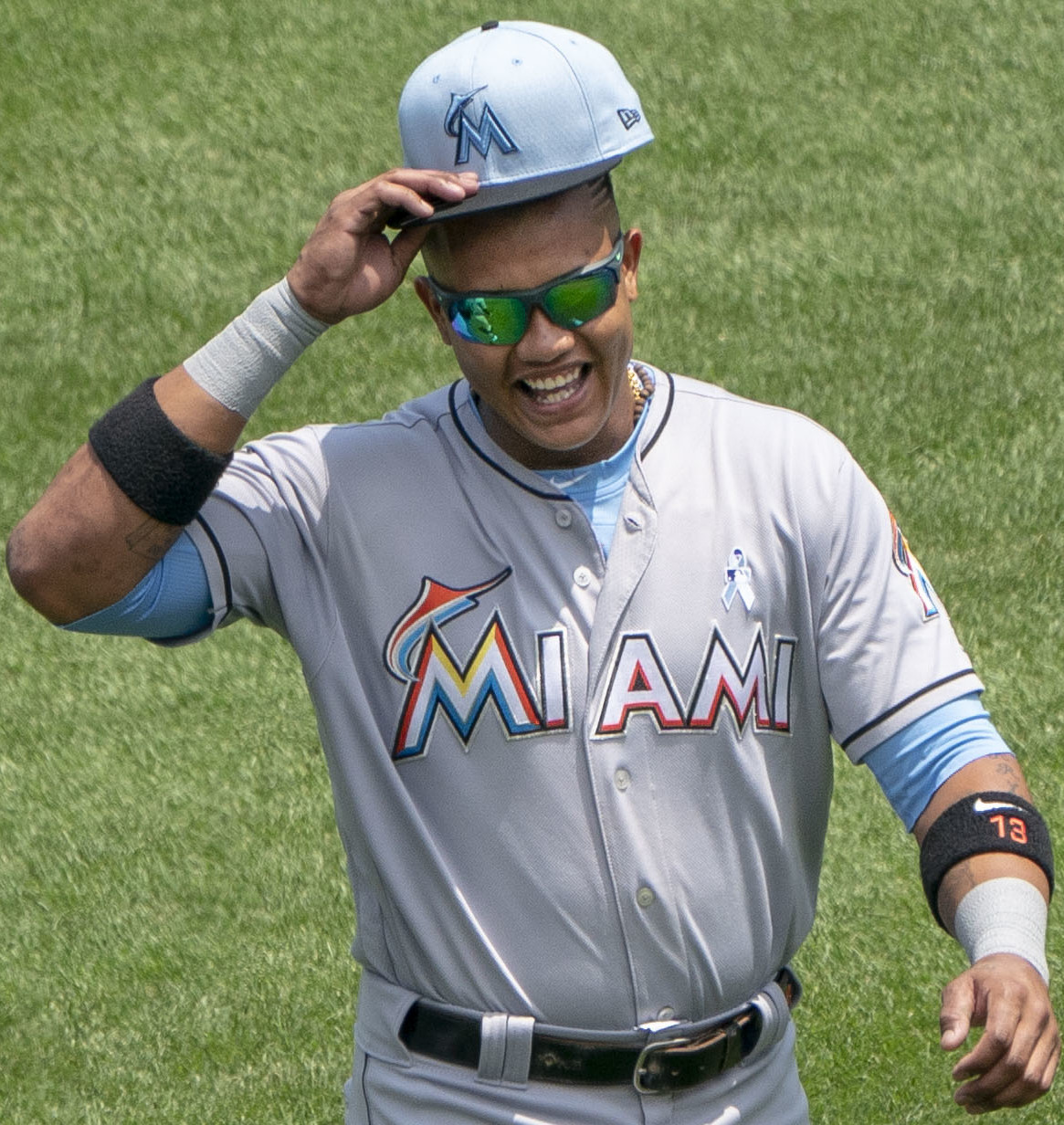
マイアミ・マーリンズ時代
(2018年6月17日)

2017年12月9日にジャンカルロ・スタントンとのトレードで、マイアミ・マーリンズと合意したと発表され、12月11日に正式にホルヘ・グーズマンとホセ・デバースとともに移籍した。移籍後にはカブス時代と同じくチームの再建期を過ごすことは望まないとして移籍志願したが、実らなかった。
2018年は打率.278、12本塁打、54打点、6盗塁を記録した。
2019年6月8日のアトランタ・ブレーブス戦で通算1500本安打を記録した。オフの10月31日にFAとなった。

### ナショナルズ時代
2020年1月7日にワシントン・ナショナルズと2年総額1200万ドルの契約を結んだ。背番号はヤンキース時代に身につけた「14」。7月23日の開幕戦でレギュラー二塁手として元チームのニューヨーク・ヤンキース戦に出場した。8月14日のボルチモア・オリオールズ戦で6回の守備機会時にダイビングプレーを試みて手首を骨折した。8月22日に手首の手術を受け、今季絶望と発表された。このシーズンは、打率.267/出塁率.302/長打率.405で2本塁打、4打点の成績を残した。
2021年6月15日に「家族の問題」に対処するためにチームを離れ、制限リストに登録された。6月18日に復帰した。7月16日にMLBはカストロのDV疑惑について調査を始めたことを発表し、再び制限リストに登録された。9月3日に自由契約となった。

### メキシカンリーグ時代
2022年6月27日にメキシカンリーグのユカタン・ライオンズと契約を結んだ。

### 独立リーグ時代
2023年4月24日にアトランティックリーグの新球団であるスパイアシティ・ゴーストハウンズと契約を結んだ。シーズン終了後にFAとなった。

## 詳細情報

### 年度別打撃成績
| 年 度     | 球 団     | 試 合 | 打 席 | 打 数 | 得 点 | 安 打 | 二 塁 打 | 三 塁 打 | 本 塁 打 | 塁 打 | 打 点 | 盗 塁 | 盗 塁 死 | 犠 打 | 犠 飛 | 四 球 | 敬 遠 | 死 球 | 三 振 | 併 殺 打 | 打 率 | 出 塁 率 | 長 打 率 | O P S |
| --------- | --------- | ----- | ----- | ----- | ----- | ----- | -------- | -------- | -------- | ----- | ----- | ----- | -------- | ----- | ----- | ----- | ----- | ----- | ----- | -------- | ----- | -------- | -------- | ----- |
| 2010      | CHC       | 125   | 506   | 463   | 53    | 139   | 31       | 5        | 3        | 189   | 41    | 10    | 8        | 4     | 4     | 29    | 7     | 6     | 71    | 14       | .300  | .347     | .408     | .755  |
| 2011      | CHC       | 158   | 715   | 674   | 91    | 207   | 36       | 9        | 10       | 291   | 66    | 22    | 9        | 0     | 4     | 35    | 2     | 2     | 96    | 20       | .307  | .341     | .432     | .773  |
| 2012      | CHC       | 162   | 691   | 646   | 78    | 183   | 29       | 12       | 14       | 278   | 78    | 25    | 13       | 0     | 5     | 36    | 5     | 4     | 100   | 15       | .283  | .323     | .430     | .753  |
| 2013      | CHC       | 161   | 705   | 666   | 59    | 163   | 34       | 2        | 10       | 231   | 44    | 9     | 6        | 1     | 1     | 30    | 0     | 7     | 129   | 21       | .245  | .284     | .347     | .631  |
| 2014      | CHC       | 134   | 569   | 528   | 58    | 154   | 33       | 1        | 14       | 231   | 65    | 4     | 4        | 0     | 2     | 35    | 4     | 4     | 100   | 18       | .292  | .339     | .438     | .777  |
| 2015      | CHC       | 151   | 578   | 547   | 52    | 145   | 23       | 2        | 11       | 205   | 69    | 5     | 5        | 1     | 4     | 21    | 6     | 5     | 91    | 18       | .265  | .296     | .375     | .671  |
| 2016      | NYY       | 151   | 610   | 577   | 63    | 156   | 29       | 1        | 21       | 250   | 70    | 4     | 0        | 1     | 5     | 24    | 1     | 3     | 118   | 15       | .270  | .300     | .433     | .734  |
| 2017      | NYY       | 112   | 473   | 443   | 66    | 133   | 18       | 1        | 16       | 201   | 63    | 2     | 0        | 0     | 3     | 23    | 1     | 4     | 93    | 9        | .300  | .338     | .454     | .792  |
| 2018      | MIA       | 154   | 647   | 593   | 76    | 165   | 32       | 2        | 12       | 237   | 54    | 6     | 4        | 0     | 6     | 48    | 3     | 0     | 124   | 18       | .278  | .329     | .400     | .729  |
| 2019      | MIA       | 162   | 676   | 636   | 68    | 172   | 31       | 4        | 22       | 277   | 86    | 2     | 2        | 0     | 9     | 28    | 2     | 3     | 111   | 23       | .270  | .300     | .436     | .736  |
| 2020      | WSH       | 16    | 63    | 60    | 9     | 16    | 3        | 1        | 2        | 27    | 4     | 0     | 0        | 0     | 0     | 3     | 0     | 0     | 13    | 0        | .267  | .302     | .450     | .752  |
| 2021      | WSH       | 87    | 346   | 315   | 25    | 89    | 20       | 0        | 3        | 118   | 38    | 0     | 1        | 0     | 4     | 26    | 1     | 0     | 62    | 6        | .283  | .333     | .375     | .708  |
| MLB：12年 | MLB：12年 | 1573  | 6579  | 6148  | 698   | 1722  | 319      | 40       | 138      | 2535  | 678   | 89    | 52       | 7     | 47    | 338   | 32    | 38    | 1108  | 177      | .280  | .319     | .412     | .732  |

- 2021年度シーズン終了時
- 各年度の太字はリーグ最高

### 年度別守備成績
| 年 度 | 球 団 | 二塁（2B） | 二塁（2B） | 二塁（2B） | 二塁（2B） | 二塁（2B） | 二塁（2B） | 三塁（3B） | 三塁（3B） | 三塁（3B） | 三塁（3B） | 三塁（3B） | 三塁（3B） | 遊撃（SS） | 遊撃（SS） | 遊撃（SS） | 遊撃（SS） | 遊撃（SS） | 遊撃（SS） |
| 年 度 | 球 団 | 試 合      | 刺 殺      | 補 殺      | 失 策      | 併 殺      | 守 備 率   | 試 合      | 刺 殺      | 補 殺      | 失 策      | 併 殺      | 守 備 率   | 試 合      | 刺 殺      | 補 殺      | 失 策      | 併 殺      | 守 備 率   |
| ----- | ----- | ---------- | ---------- | ---------- | ---------- | ---------- | ---------- | ---------- | ---------- | ---------- | ---------- | ---------- | ---------- | ---------- | ---------- | ---------- | ---------- | ---------- | ---------- |
| 2010  | CHC   | -          | -          | -          | -          | -          | -          | -          | -          | -          | -          | -          | -          | 123        | 183        | 334        | 27         | 74         | .950       |
| 2011  | CHC   | -          | -          | -          | -          | -          | -          | -          | -          | -          | -          | -          | -          | 158        | 267        | 446        | 29         | 82         | .961       |
| 2012  | CHC   | -          | -          | -          | -          | -          | -          | -          | -          | -          | -          | -          | -          | 162        | 266        | 465        | 27         | 97         | .964       |
| 2013  | CHC   | -          | -          | -          | -          | -          | -          | -          | -          | -          | -          | -          | -          | 159        | 238        | 416        | 22         | 77         | .967       |
| 2014  | CHC   | -          | -          | -          | -          | -          | -          | -          | -          | -          | -          | -          | -          | 133        | 148        | 386        | 15         | 74         | .973       |
| 2015  | CHC   | 38         | 47         | 85         | 6          | 20         | .957       | -          | -          | -          | -          | -          | -          | 109        | 143        | 323        | 18         | 58         | .963       |
| 2016  | NYY   | 150        | 221        | 377        | 12         | 70         | .980       | -          | -          | -          | -          | -          | -          | 3          | 6          | 6          | 0          | 2          | 1.000      |
| 2017  | NYY   | 109        | 175        | 226        | 11         | 46         | .973       | -          | -          | -          | -          | -          | -          | -          | -          | -          | -          | -          | -          |
| 2018  | MIA   | 150        | 271        | 349        | 12         | 77         | .981       | -          | -          | -          | -          | -          | -          | -          | -          | -          | -          | -          | -          |
| 2019  | MIA   | 117        | 177        | 249        | 9          | 63         | .979       | 45         | 27         | 76         | 4          | 8          | .963       | 3          | 2          | 3          | 0          | 0          | 1.000      |
| 2020  | WSH   | 16         | 26         | 37         | 3          | 9          | .955       | -          | -          | -          | -          | -          | -          | \          | \          | \          | \          | \          | \          |
| 2021  | WSH   | \          | \          | \          | \          | \          | \          | 85         | 52         | 157        | 12         | 17         | .946       | 1          | 0          | 1          | 0          | 0          | 1.000      |
| MLB   | MLB   | 580        | 917        | 1323       | 53         | 285        | .977       | 130        | 79         | 233        | 16         | 25         | .951       | 851        | 1253       | 2380       | 138        | 464        | .963       |

- 2021年度シーズン終了時
- 各年度の太字はリーグ最高

### 表彰
- プレイヤー・オブ・ザ・ウィーク：2回（2011年3月29日 - 4月4日、2011年8月2日 - 8月8日）
- Topps ルーキーオールスターチーム（英語版）：遊撃手部門（2010年）

### 記録
MiLB
- オールスター・フューチャーズゲーム選出：1回（2009年）

MLB
- MLBオールスターゲーム選出：4回（2011年 - 2012年、2014年、2017年）

### 背番号
- 13（2010年 - 2015年、2018年 - 2019年、2021年）
- 14（2016年 - 2017年、2020年）